# Meister von 1489
Meister von 1489 ist der Notname eines namentlich unbekannten westfälischen Malers der Spätgotik, der wohl in Lübeck und Soest tätig gewesen sein könnte.
Namensgebend war im Falle dieses Künstlers die Jahreszahl LXXXIX. Diese Datierung findet sich auf der Rückseite seines Hauptwerks, des Noli-me-tangere-Altars, der ursprünglich aus der Walpurgiskirche in Soest stammt und sich heute im LWL-Landesmuseum für Kunst und Kulturgeschichte in Münster befindet.
Er wird von der Arbeitsweise mit dem Meister von Liesborn in Verbindung gebracht und gilt schulisch als dessen Nachfolger. Ihm werden auch die Fragmente eines Altars aus dem Benediktinerinnenkloster Herzebrock in Herzebrock-Clarholz, die im Westfälischen Landesmuseum wieder zusammengefügt wurden, zugeschrieben.
Zeitweilig wurde er als der Maler der oberen kleinen Klapptafeln am Brömbsen-Altar in der Jakobikirche in Lübeck, dessen Steinreliefs entweder von Heinrich Brabender, nach einer neueren Meinung in der Kunstgeschichte aber von dessen Weggefährten Evert van Roden stammen sollen, angesehen. Weiter werden ihm die Malereien der Außenflügel am Altar von Amelsbüren zugeordnet, die sich ebenfalls im Museum in Münster befinden.